# Дамір Мікец
Дамір Мікеч (серб. кир.: Дамир Микец, нар. 31 березня 1984) — сербський стрілець, срібний призер Олімпійських ігор 2020 року, чемпіон Олімпійських ігор 2024 чемпіон Європи та Європейських ігор.

## Виступи на Олімпіадах
| Олімпіада           | Дисципліна                              | Місце |
| ------------------- | --------------------------------------- | ----- |
| Пекін 2008          | пневматичний пістолет, 10 метрів        | 13    |
| Пекін 2008          | пістолет, 50 метрів                     | 7     |
| Лондон 2012         | пневматичний пістолет, 10 метрів        | 17    |
| Лондон 2012         | пістолет, 50 метрів                     | 16    |
| Ріо-де-Жанейро 2016 | пневматичний пістолет, 10 метрів        | 25    |
| Ріо-де-Жанейро 2016 | пістолет, 50 метрів                     | 18    |
| Токіо 2020          | пневматичний пістолет, 10 метрів        | 2     |
| Токіо 2020          | пневматичний пістолет, 10 метрів, мікст | 4     |
| Париж 2024          | пневматичний пістолет, 10 метрів        | 7     |
| Париж 2024          | пневматичний пістолет, 10 метрів, мікст | 1     |

## Зовнішні посилання
- Дамір Мікец — олімпійська статистика на сайті Sports-Reference.com (англ.) (архівна версія)
- Дамір Мікец [Архівовано 24 липня 2021 у Wayback Machine.] на сайті ISSF